# ریجوشتیتسا
ریجوشتیتسا (به صربی: Riđevštica) یک منطقهٔ مسکونی در صربستان است که در Trstenik واقع شده‌است. ریجوشتیتسا ۵۱۵ نفر جمعیت دارد.